# Покровский сельский совет (Зеньковский район)
Покровский сельский совет (укр. Покровська сільська рада) — входит в состав
Зеньковского района
Полтавской области
Украины.
Административный центр сельского совета находится в 
с. Покровское.

## Населённые пункты совета
- с. Покровское
- с. Василе-Устимовка
- с. Галийка
- с. Морозы
- с. Стрелевщина
- с. Шкурпелы